# Barbosella trilobata
Barbosella trilobata är en orkidéart som beskrevs av Guido Frederico João Pabst. Barbosella trilobata ingår i släktet Barbosella och familjen orkidéer. Inga underarter finns listade i Catalogue of Life.